# Membrilla
Membrilla is een gemeente in de Spaanse provincie Ciudad Real in de regio Castilië-La Mancha met een oppervlakte van 144 km². Membrilla telt 6.134 inwoners (1 januari 2016).

## Economie
Membrilla heeft traditioneel een economie gebaseerd op de landbouw. De verbouwde gewassen zijn voornamelijk regionale producten als wijndruiven (Vitis), olijfbomen en graan.
In de afgelopen jaren is het verbouwen van de suikermeloen in zulke maten toegenomen dat de gemeente de bijnaam "capital del melón", oftewel de "meloenenhoofdstad" gekregen heeft.

## Tradities en Evenementen
Desposorios de la Virgen: elk jaar wordt in Membrilla de Desposorios de la Virgen gevierd. Het maagdenfeest wordt in augustus gevierd en herdenkt een stuk geschiedenis van het dorp, waarin kapitein Meléndez Arias de maagd van Talavera de la Reina, een naburig dorp, naar Membrilla bracht.

## Demografische ontwikkeling
Bron: INE, 1857-2011: volkstellingen

## Geboren in Membrilla
- Sergio Pardilla (16 januari 1984), wielrenner

Abenójar · Agudo · Alamillo · Albaladejo · Alcázar de San Juan · Alcoba · Alcolea de Calatrava · Alcubillas · Aldea del Rey · Alhambra · Almadén · Almadenejos · Almagro · Almedina · Almodóvar del Campo · Almuradiel · Anchuras · Arenales de San Gregorio · Arenas de San Juan · Argamasilla de Alba · Argamasilla de Calatrava · Arroba de los Montes · Ballesteros de Calatrava · Bolaños de Calatrava · Brazatortas · Cabezarados · Cabezarrubias del Puerto · Calzada de Calatrava · Campo de Criptana · Cañada de Calatrava · Caracuel de Calatrava · Carrión de Calatrava · Carrizosa · Castellar de Santiago · Chillón · Ciudad Real · Corral de Calatrava · Cózar · Daimiel · El Robledo · Fernán Caballero · Fontanarejo · Fuencaliente · Fuenllana · Fuente el Fresno · Granátula de Calatrava · Guadalmez · Herencia · Hinojosas de Calatrava · Horcajo de los Montes · La Solana · Las Labores · Llanos del Caudillo · Los Cortijos · Los Pozuelos de Calatrava · Luciana · Malagón · Manzanares · Membrilla · Mestanza · Miguelturra · Montiel · Moral de Calatrava · Navalpino · Navas de Estena · Pedro Muñoz · Picón · Piedrabuena · Poblete · Porzuna · Pozuelo de Calatrava · Puebla de Don Rodrigo · Puebla del Príncipe · Puerto Lápice · Puertollano · Retuerta del Bullaque · Ruidera · Saceruela · San Carlos del Valle · San Lorenzo de Calatrava · Santa Cruz de los Cáñamos · Santa Cruz de Mudela · Socuéllamos · Solana del Pino · Terrinches · Tomelloso · Torralba de Calatrava · Torre de Juan Abad · Torrenueva · Valdemanco del Esteras · Valdepeñas · Valenzuela de Calatrava · Villahermosa · Villamanrique · Villamayor de Calatrava · Villanueva de la Fuente · Villanueva de los Infantes · Villanueva de San Carlos · Villar del Pozo · Villarrubia de los Ojos · Villarta de San Juan · Viso del Marqués
1. ↑  (es) Ferimel convierte a Membrilla en la capital española del melón. abc (12 juli 2016). Geraadpleegd op 27 mei 2021.
2. ↑  (es) Administrador, Fiestas y Tradiciones. Ayuntamiento Membrilla. Gearchiveerd op 4 augustus 2021. Geraadpleegd op 27 mei 2021.